# Willem van Savoye

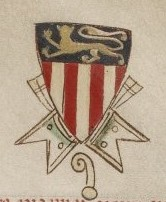
Het wapenschild van Willem van Savoye.

Willem van Savoye (circa 1201 - Viterbo, 1 november 1239) was van 1224 tot 1239 bisschop van Valence en van 1238 tot 1239 prins-bisschop van Luik. Hij behoorde tot het huis Savoye.

## Carrière in Savoye
Als vierde zoon van graaf Thomas I van Savoye en diens echtgenote Beatrix van Genève was Willem bestemd voor een kerkelijke carrière. In 1220 werd hij door koning Hendrik III van Engeland aangesteld tot verantwoordelijke voor de prebenden in St Michael's on Wyre en Bingham. Hetzelfde jaar werd Willem ook verkozen tot deken van de kathedraal van Wenen en in 1224 werd hij verkozen tot bisschop van Valence in opvolging van Gerald van Lausanne, die patriarch van Jeruzalem was geworden. De autoriteit van Willem als bisschop van Valence werd echter betwist door Adhémar II de Poitiers, de graaf van Valentinois. Uiteindelijk kon hij de troepen van Adhémar verslaan en sloot hij in 1231 een voordelig vredesverdrag. 
Na de dood van zijn vader in 1234 begonnen Willems broers ruzie te maken over de macht in de verschillende delen van het graafschap Savoye. In juli 1234 vond er ontmoeting plaats tussen Willem en zijn broers in het kasteel van Chillon, waarbij sommige broers grote gewapende troepen hadden meegebracht. Willem slaagde erin om zijn broers te laten aanvaarden dat Amadeus IV het nieuwe hoofd van de familie was en in ruil kregen de broers belangrijke delen van Savoye onder Amadeus' autoriteit. Het feit dat de broers belangrijke delen van Savoye kregen, diende ook om hen te stimuleren om hun macht buiten Savoye uit te breiden. In het verdrag stond tevens dat Willem zou bemiddelen indien een broer de wapens zou opnemen tegen een andere broer of als een broer het grondgebied van een andere broer geweld aandeed.

## Internationale invloed
Willem van Savoye zorgde voor een huwelijk tussen zijn nicht Margaretha van Provence en koning Lodewijk IX van Frankrijk, omdat dit prestige en invloed zou brengen voor zijn familie. Hij en zijn broer Thomas woonden het huwelijk en de kroning van Margaretha tot koningin van Frankrijk bij, maar Willem werd niet uitgenodigd aan het koninklijk hof in Parijs en door koningin-moeder Blanca van Castilië naar huis gestuurd met enkele giften. 
Vervolgens regelde Willem een huwelijk tussen zijn nicht Eleonora van Provence en koning Hendrik III van Engeland. In 1236 begeleidde Willem zijn nicht naar Engeland, waar hij aangesteld werd tot de voorzitter van de adviesraad van Hendrik III. Hendrik probeerde Willem ook aan te stellen tot bisschop van Winchester, maar dit mislukte door de tegenstand van de kapittel. In 1237 slaagden Willem en zijn broer Thomas, de graaf van Vlaanderen, erin om Hendrik III te overtuigen om enkele Vlaamse handelaars vrij te laten en de goede handelsrelaties tussen Engeland en Vlaanderen te herstellen. Hetzelfde jaar was Willem medeondertekenaar van een verdrag tussen Engeland en Schotland.
Toen keizer Frederik II in 1238 een leger samenriep om Italië binnen te vallen, werd Willem door koning Hendrik III van Engeland gekozen om de troepenmacht van 100 ridders uit Gascogne te leiden. Willem leidde de troepenmacht over de Alpenpassen in Savoye en vervoegde het keizerlijke leger in Turijn, waarna hij deelnam aan het beleg van Brescia. De troepenmacht van Willem kende veel succes tijdens dit beleg en slaagde erin om 90 ridders en 300 infanteristen gevangen te nemen, terwijl in eigen kamp slechts vijf ridders waren gevangengenomen.
In 1238 werd Willem verkozen tot prins-bisschop van Luik. Een jaar later stierf hij in Italië, mogelijk als gevolg van vergiftiging. 
- Gemeinsame Normdatei: 139581421
- Virtual International Authority File: 101306084